# Stora Illharjen
Stora Illharjen är ett naturreservat i Vetlanda som genomkorsas av Emån. Reservaten ligger i Emåns dalgång, strax sydost om Vetlanda centralort. Illharjen och Stora Illharjen är två gränsande reservat. Här delar Emåns vatten upp sig i flera bäckar. En spångad vandringsled finns. Den gör området lättillgängligt för både barnvagnar och rullstolar.